# Строєво (Грязовецький район)
Стро́єво (рос. Строево) — присілок у складі Грязовецького району Вологодської області, Росія. Входить до складу Вохтозького міського поселення.

## Населення
Населення — 22 особи (2010; 27 у 2002).
Національний склад (станом на 2002 рік):
- росіяни — 100 %